# Fernando de Albuquerque
Fernando de Albuquerque est le 13e capitaine-major du Ceylan portugais. 